# Lucienne Jourfier
 (février 2010).
Si vous disposez d'ouvrages ou d'articles de référence ou si vous connaissez des sites web de qualité traitant du thème abordé ici, merci de compléter l'article en donnant les références utiles à sa vérifiabilité et en les liant à la section « Notes et références ».
Lucienne Jourfier, née le 17 septembre 1923 à Toulouse et morte le 10 janvier 2017 à Paris, est une chanteuse soprano lyrique coloratura française.

## Biographie

### Jeunesse
Lucienne Jourfier est née dans une famille artiste. Son père, Gaston Jourfier, est artiste-peintre, professeur aux Beaux-Arts de Toulouse, et crée des décors pour le théâtre du Capitole. Sa tante, Germaine Bailac de l'Opéra de Paris, est une cantatrice parisienne, connue pour son interprétation de Dalila (1907) et de Carmen.
Lucienne Jourfier entre au conservatoire de sa ville natale dans les classes d'alto et de solfège. À l'âge de 19 ans, elle travaille en tant qu'accompagnatrice de la classe de chant et se fait remarquer au point d'intégrer cette même classe de chant du conservatoire de Toulouse. Elle obtient ses premiers prix à l'unanimité du jury au mois de juin 1943. Parmi les directeurs des théâtres lyriques présents à l'audition, celui du Capitole lui propose de l'engager dans sa troupe[réf. souhaitée]. Intéressée à obtenir des prix à Paris, elle décline et intègre le Conservatoire de Paris en mars 1945, avec quelques mois de retard. Elle est également reçue, distinguée parmi plus de 400 candidates, dans la classe de Paul Guillamat. Elle obtient ses premiers prix, toujours à l'unanimité, au mois de juin 1945, quatre mois à peine après avoir intégré la classe de chant du Conservatoire de Paris. Elle chante le même air que celui qu'elle avait présenté au concours d'entrée, la Scène de la folie de Lucie de Lammermoor, avec les variations de Lily Pons.

### Carrière à l'opéra
À l'occasion du concours de sortie des élèves de la classe de chant, le compositeur et chef d'orchestre Reynaldo Hahn la remarque. Alors qu'elle n'a que 21 ans, il l'engage pour jouer dès le mois d'août sur la prestigieuse scène du Palais Garnier. Elle reprend le rôle de Pamina dans La Flûte enchantée de Mozart aux côtés de Mado Robin, Paul Cabanel et Henri Médus, le 10 août 1945. [réf. nécessaire].
Lucienne Jourfier est rapidement à l'affiche de nombreuses productions: elle tient le rôle de Sophie dans Werther à la Salle Favart, celui de Leila dans Pêcheurs de perles, celui de Philine de Mignon, de Violetta de La Traviata, de Micaela de Carmen, de Suzanne des Noces de Figaro, de La Guimard de Fragonard de Gabriel Pierné (avec Fanély Revoil et Jacques Jansen), de Léna de La Princesse jaune de Camille  Saint-Saëns, Blaise le savetier de Philidor, Mimi de La Bohème, Lady Mary de Monsieur Beaucaire de André Messager qu'elle chante avec Jacques Jansen, Rosine du Barbier de Séville. 
En 1948, Lucienne Jourfier est choisie pour incarner Rosine à l'écran dans l'adaptation cinématographique de Jean Loubignac, sous la direction musicale du chef André Cluytens. Lucienne Jourfier y donne la réplique à Raymond Amade, Roger Bourdin et Roger Bussonnet.
Au Palais Garnier, elle est Juliette de Gounod, et c'est à elle que Maurice Lehmann confie le soin de ressusciter l'Amour des Indes galantes de Rameau lors de la reprise de 1952 avec Geori Boué, Denise Duval, Janine Micheau et Jacqueline Brumaire.
Elle joue aussi Manon de Jules Massenet, qui est le rôle dans lequel elle laisse un souvenir impérissable.

### En province et à l'étranger
Sa carrière en province et à l'étranger est restreinte par le contrat avec l'Opéra, qui impose à l'époque de ne se produire sur d'autres scènes que pendant les congés (c'est-à-dire en juillet et début août). Lucienne Jourfier tourne en Afrique du Nord et en Suisse. À Monte-Carlo, elle représente l'Opéra de Paris et l'école du chant français, en particulier lors de la saison de 1952. Raoul Gunsbourg, alors directeur de l'Opéra de Monte-Carlo lui demande de venir chanter dans « sa » maison des "Bohème" qui  émeuvent grandement et le public, et la famille princière, et son partenaire, le grand ténor Giacomo Lauri-Volpi. 

### Fin de carrière
En 1953, la jeune femme quitte l'Opéra de Paris.[réf. nécessaire]. Elle continue à se produire en concert, de moins en moins souvent, et abandonne définitivement la carrière en 1956, à l'âge de 32 ans.
Elle disparait en 2017, à l'âge de 93 ans.

### Productions discographiques
Liée par un contrat d'exclusivité avec l'Opéra de Paris[réf. souhaitée], Lucienne Jourfier participe très exceptionnellement à des sessions d'enregistrement. Elle laisse néanmoins quelques disques, au nombre desquels figurent les principaux airs de la Manon de Massenet.
Les archives de l'INA recensent également un nombre important d'enregistrements de la cantatrice. 